# Venerabile ordine di San Giovanni
Il Venerabilissimo Ordine dell'Ospedale di San Giovanni di Gerusalemme ((EN) Most Venerable Order of the Hospital of Saint John of Jerusalem), o semplicemente Ordine di San Giovanni (OStJ), è un ordine britannico fondato nel 1888 e ancora oggi concesso nelle nazioni del Commonwealth.
L'ordine cavalleresco conta circa 25 000 confratelli, 4 000 impiegati e 250 000 volontari, in gran parte di fede protestante o anglicana anche se sono ammessi nell'ordine gli aderenti al cristianesimo in generale.

## Storia

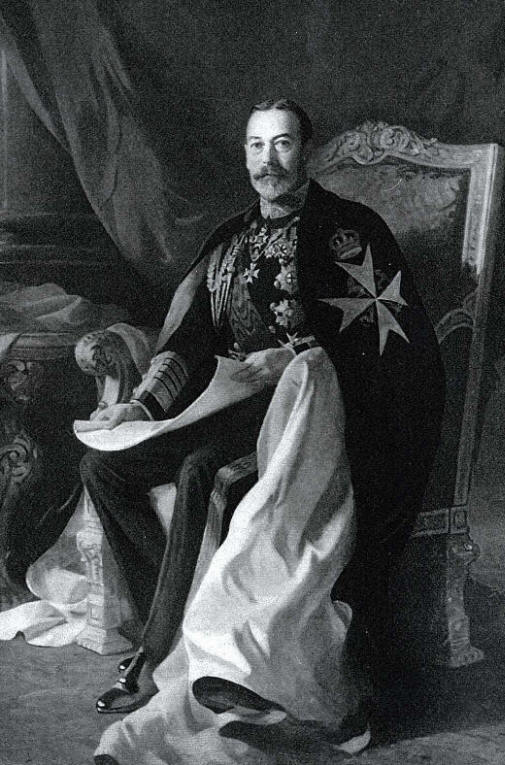
Giorgio V, sovrano dell'Ordine

Dopo la conquista dell'isola di Malta da parte dell'imperatore Napoleone, che pose fine a una continuità d'intenti e di risorse che contava quasi ottocento anni di storia, i cavalieri si ritrovarono divisi in diversi ordini paralleli. La moltitudine di questi (oltre 400 cavalieri, con dignitari membri del consiglio Magistrale), rimasti con la denominazione del Sovrano Ordine di San Giovanni di Gerusalemme, ripararono in Russia alla corte degli zar; il Sovrano Militare Ordine di San Giovanni di Gerusalemme (SMOM) detto di Rodi, detto di Malta fu rifondato da papa Pio VII solo nel 1803 (dopo la firma del trattato di Amiens (1802). Oggi ha la sua sede a Roma ed è un ordine religioso cattolico, mentre il Venerabile ordine ospedaliero di San Giovanni, legato alla Chiesa anglicana (e quindi al sovrano britannico), ha il suo quartier generale a Londra. Anche quest'ordine conserva la propria funzione ospedaliera e possiede cliniche, ospedali da campo e scuole di formazione medica in ogni parte del mondo.

## La rifondazione
Nel giugno 1826, il concilio del priorato in Francia, il consesso dei cavalieri ospedalieri di Malta in Francia, si riunì in Gran Bretagna e Felipe de Castellane, un cavaliere francese, venne incaricato dal nuovo concilio per reclutare del personale che potesse aderire alla costituzione di un'armata sul modello di quella crociata, con un tetto di spese di 240000 sterline.
Questa prima armata offrì sostegno sanitario e partecipò alla guerra d'indipendenza greca contro l'Impero ottomano. A questa guerra presero parte volontari da tutta Europa, soprattutto da Italia, Inghilterra e Francia (tra i caduti illustri di quella guerra, vi fu anche il poeta inglese Giorgio, VI barone Byron). A seguito di quei primi successi, il Chevalier Philippe de Castellane decise che era giunto il momento di dare vita a un'organizzazione più sviluppata, fondando una società che si occupasse dell'assistenza ai malati e ai feriti, in continuità con il modello spirituale dell'Ordine dei cavalieri ospedalieri che per secoli avevano operata in Terrasanta e nel Vicino Oriente.
Il reverendo sir Robert Peat, curato perpetuo della parrocchia di St. Lawrence di Brentford nel Middlesex, nonché uno dei cappellani del principe reggente Giorgio d'Inghilterra (futuro re Giorgio IV) venne invitato ad aderire all'organizzazione come cappellano dell'ordine. Data la sua posizione, Peat divenne il primo "Gran priore" effettivo dell'ordine di San Giovanni, ma morì nell'aprile del 1837 e sir Henry Dymoke venne nominato suo successore.
Con Dymoke si aprì la questione religiosa, dal momento che in Inghilterra era stato completamente travisato il senso religioso dei cavalieri di Malta, cristiani cattolici: al rifiuto di riconoscimento dell'associazione da parte delle altre flange cattoliche di ordini sorti nel resto d'Europa, l'ordine venne costituito come sovrano in Inghilterra e perciò autonomo dagli altri assumendo anche il nome di "Sovrano e illustre ordine di San Giovanni di Gerusalemme in Anglia".
Nei successivi decenni l'ordine divenne sempre più rilevante soprattutto quando il VII duca di Manchester venne nominato "Gran priore" nel 1861 e provvide affinché l'ordine potesse disporre di un corpo nazionale di ambulanza. Nel 1871 venne siglata una nuova costituzione e venne assunto il nome più modesto di Ordine di San Giovanni di Gerusalemme in Inghilterra e cinque anni più tardi la principessa Alessandra venne ammessa nell'ordine seguita dal marito, il principe del Galles (futuro re Edoardo VII). Nel 1882 il gran priorato fondò un centro oftalmologico in Gerusalemme e nel 1887 creò la brigata di San Giovanni che si occupò in quelle aree di prestare assistenza medica gratuita.
L'ordine venne ufficialmente riconosciuto nel 1888 quando la regina Vittoria concesse all'organizzazione la protezione reale, rinominandola "Gran priorato del venerabilissimo ordine dell'ospedale di San Giovanni di Gerusalemme in Inghilterra". Nel 1926 il nome divenne "Gran priorato nel reame britannico del venerabilissimo ordine dell'ospedale di San Giovanni di Gerusalemme". Il nome venne nuovamente modificato nel 1936 in "Gran priorato nel reame britannico del molto venerabilissimo ordine dell'ospedale di San Giovanni di Gerusalemme". Esso nel 1961 svolse un ruolo fondamentale nella fondazione dell'Alleanza degli ordini di San Giovanni di Gerusalemme e finalmente ottenne nel 1963 un riconoscimento ufficiale da parte dell'ordine di Malta che lo riconobbe come ordine indipendente.

## Struttura

### Ufficiali e gradi
Dal 1888 come abbiamo detto, il monarca regnante inglese è considerato il sovrano regnante dell'ordine di San Giovanni, seguito nelle cariche da S.A.R. il principe Riccardo, duca di Gloucester, che ha il ruolo di "Gran priore". Quest'ultimo regge di fatto il consiglio dell'ordine con quattro o cinque grandi ufficiali e con il "Lord priore" di San Giovanni, che ha il ruolo di luogotenente e priori deputati; seguono quindi il "Prelato", un membro di grado episcopale appartenente alla chiesa inglese; il "lord priore deputato" e i "priori" delle varie sezioni. Il Gran priore nomina poi un "Segretario" e un "Genealogista".

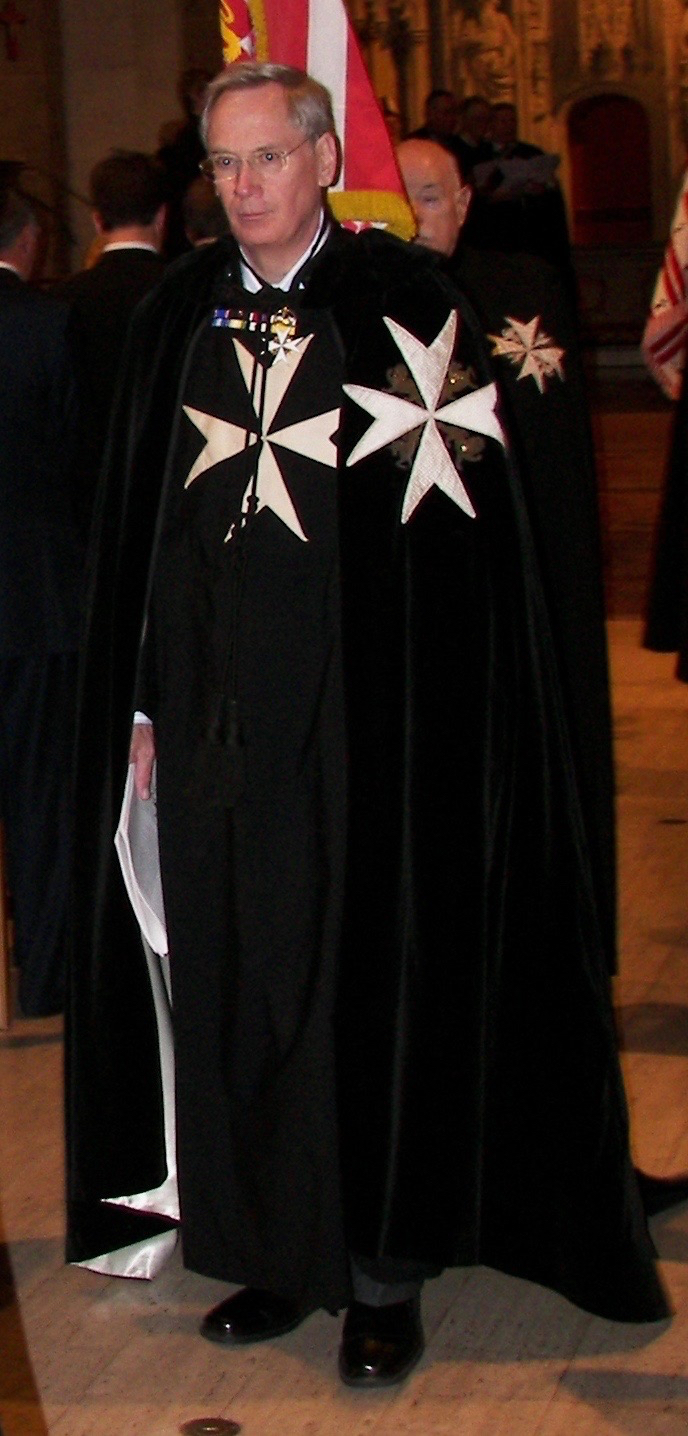
Il duca di Gloucester, Gran priore del Venerabile ordine

Seguono quindi i membri ordinari, che sono suddivisi in sei gradi gerarchici: il I grado viene concesso unicamente ai membri del gran consiglio e non possono essere più di 21. Seguono poi i "Balì o Dame di gran croce", i "Cavalieri o Dame di giustizia o grazia", i "Commendatori", gli "Ufficiali" e i "Membri".

### Priorati e commende
A seguito del cambio della costituzione dell'ordine nel 1999, il priorato d'Inghilterra e delle isole ebbe la propria fondazione (comprendente anche la commenda dell'Irlanda del Nord), assieme ai precedenti priorati di Galles, Scozia, Canada, Australia (compresa la commenda dell'Ovest Australia), Nuova Zelanda, Sudafrica e sino al 1996, degli Stati Uniti d'America, ciascuna delle quali è retta da un priore che fa capo a un capitolo locale dell'ordine. Ogni commenda è retta da un commendatore dell'ordine con un capitolo proprio. Stati in cui l'ordine vanta una presenza più contenuta sono sostanzialmente gli altri facenti parte del Commonwealth: Antigua e Barbuda, Barbados, Bermuda, Cipro, Dominica, Figi, Ghana, Gibilterra, Grenada, Guyana, Hong Kong, India, Giamaica, Kenya, Malawi, Malaysia, Malta, Mauritius, Montserrat, Namibia, Nigeria, Pakistan, Papua Nuova Guinea, Saint Lucia, Singapore, Isole Salomone, Sri Lanka, Swaziland, Tanzania, Trinidad e Tobago, Uganda, Zambia e Zimbabwe.
Il venerabile ordine giunse in Canada nel 1648 dal momento che il secondo governatore della "Nuova Francia" Charles de Montmagny, era membro dell'ordine originale formatosi proprio in Francia, ma non fu sino al 1883 che si vide approdare in America il nuovo ordine costituito in Inghilterra, il quale si è radicato in Québec con 12 rami minori. L'ordine di San Giovanni è pertanto concepito anche oggi come onorificenze statale all'interno del Canada e il priorato stabilito qui nel 1946 è attualmente uno dei più grandi al mondo dopo il Regno Unito. Il ruolo di priore è solitamente ricoperto dal viceré (ovvero l'attuale governatore-generale del Canada) mentre il grado di vice-priore è detenuto dai luogotenenti del governatore-generale, che hanno la direzione dell'ordine nelle province.

## Abiti e insegne

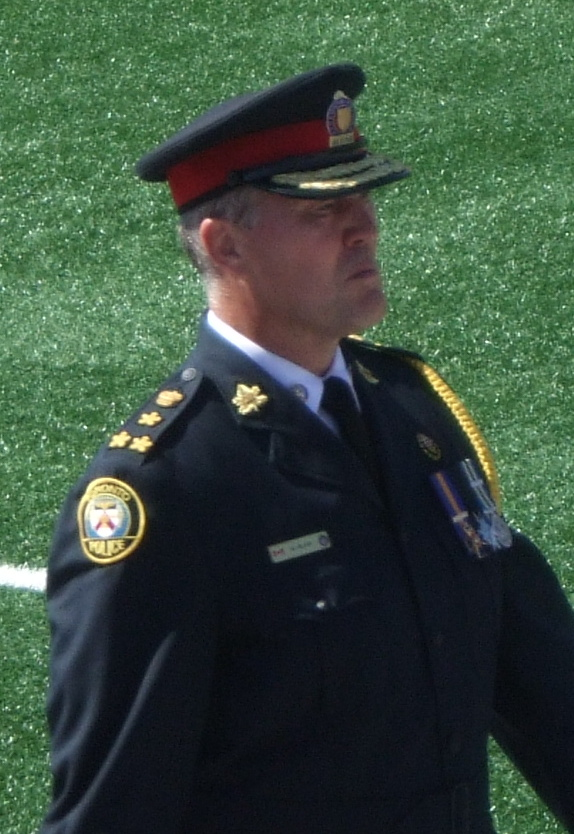
Bill Blair, ex Capo della Polizia di Toronto, indossa sulla parte sinistra del petto l'insegna di membro dell'ordine di San Giovanni, posto tra il medaglione al merito delle Forze di Polizia e al merito della Polizia

Dopo l'ammissione nell'ordine di San Giovanni, i confratelli ottengono le varie insegne dell'organizzazione, differenziate a seconda del grado raggiunto. Comune a tutti i membri è la medaglia, consistente in una croce maltese a otto punte abbellita agli angoli con due leoni passanti e guardanti e due unicorni passanti alternati tra loro in oro. La medaglia è sostenuta al nastro tramite una corona che varia a seconda del grado. La rappresentazione della corona di Sant'Edoardo è riservata ai gradi più alti, mentre il lord priore ottiene la coroncina di Edoardo, principe di Galles. I prelati invece ottengono come sostegno al nastro la mitria.
Il nastro è nero con croce maltese argento.
In specifiche occasioni, inoltre, viene richiesto ai membri dell'ordine di indossare un abito apposito, consistente in un mantello, in una sopravveste e in un cappello. Il mantello del sovrano e gran maestro è in seta nera vellutata, differenziata da una bordatura bianca. Balì di gran croce e cavalieri di giustizia indossano il mantello nero in seta senza bordature così come tutti gli altri membri.
La "sopravveste" consiste in una tunica nera con bottoni sino al collo che copre interamente tutto il corpo.
| Insegne dell'ordine di San Giovanni di Gerusalemme: | Insegne dell'ordine di San Giovanni di Gerusalemme: | Insegne dell'ordine di San Giovanni di Gerusalemme: | Insegne dell'ordine di San Giovanni di Gerusalemme: | Insegne dell'ordine di San Giovanni di Gerusalemme: | Insegne dell'ordine di San Giovanni di Gerusalemme: | Insegne dell'ordine di San Giovanni di Gerusalemme: | Insegne dell'ordine di San Giovanni di Gerusalemme: |
| --------------------------------------------------- | --------------------------------------------------- | --------------------------------------------------- | --------------------------------------------------- | --------------------------------------------------- | --------------------------------------------------- | --------------------------------------------------- | --------------------------------------------------- |
| Grado                                               | Balì/ Dama di Gran Croce                            | Cavaliere/Dama di giustizia                         | Cavaliere/Dama di grazia                            | Commendatore                                        | Ufficiale                                           | Membro                                              |                                                     |
| Insegna                                             |                                                     |                                                     |                                                     |                                                     |                                                     |                                                     |                                                     |
| Diametro                                            | 82.5 mm                                             | 57.2 mm                                             | 57.2 mm                                             | 57.2 mm                                             | 44.4 mm                                             | 44.4 mm                                             |                                                     |
| Colore                                              | Smaltato                                            | Smaltato                                            | Smaltato                                            | Smaltato                                            | Smaltato                                            | Argento                                             |                                                     |
| Materiale                                           | Oro                                                 | Oro                                                 | Argento                                             | Argento                                             | Argento                                             | Argento                                             |                                                     |